# Oleněgorskij Gorňak
Oleněgorskij Gorňak (rusky Оленегорский горняк; Oleněgorský horník) je ruská tanková výsadková loď třídy Ropucha.

## Popis
Na délku loď měří 112,5 metru, na šířku 15 a ponor má 3,7 metru. Nosnost je až 500 tun nákladu a vybavení a 225 plně vyzbrojených výsadkářů.
Výzbroj tvoří dva 57mm dvojité lodní kanóny AK-725, dva salvové raketomety Grad-M a čtyři mobilní odpalovací zařízení protiletadlových raket 9K32 Strela-2.

## Historie
Loď byla vyrobena v roce 1976 v polském Gdaňsku a dostala jméno SDK-91, brzo na to byla přejmenována na BDK-91. V roce 2000 převzala záštitu lodě společnost Těžební a zpracovatelský závod Oleněgorsk a loď se tak znovu přejmenovala na současný název Oleněgorskij Gorňak čili Oleněgorský horník.
Loď sloužící 121. brigádě výsadkových lodí Severního loďstva získala v roce 2007 ocenění za nejlepší výsadkovou loď tohoto loďstva.
V únoru 2022 Rusko v rámci podpory své totální invaze na Ukrajinu poslalo do Černého moře spolu s lodí Oleněgorskij Gorňak další čtyři lodě stejné třídy, kvůli tvrdému odporu ukrajinské armády ale dosud nemohly být využity k žádným obojživelným útokům na ukrajinské pobřeží.

### Útok ukrajinské rozvědky
V pátek brzy ráno 4. srpna 2023 byl podniknut na loď útok pomocí dvou dálkově ovládaných námořních dronů, patrně přebudovaných člunů vezoucích výbušniny. Útok, ke kterému došlo u jednoho z hlavních ruských obchodních přístavů Novorossijsk, který se nachází blízko ukrajinských území, byl organizován ukrajinskou rozvědkou SBU a proveden ukrajinským námořnictvem. Šlo tak o první ukrajinský útok této války na zmíněný přístav.
Místní obyvatelé do médií uvedli, že ráno byla z přístavu slyšet střelba a nejméně jeden výbuch. Podle místních úřadů si útok nevyžádal žádné škody na životech ani na majetku. Moskva útok dvěma bezpilotními čluny potvrdila, ale tvrdila přitom, že je zničila palbou z lodí strážících vnější perimetr námořní základny. Podle starosty Novorossijsku Andreje Kravčenka byla samotná loď Oleněgorskij Gorňak jedním z plavidel, která okamžitě na útok zareagovala a snažila se ho odrazit.
Na sociálních sítích byla přitom zveřejněna videa, která mají incident údajně dokumentovat, což nebylo možné nezávisle ověřit. Jedno noční video ukazovalo kamerou na dronu jeho náraz do lodi, údajně měl vézt 450 kilogramů trhaviny. Druhé video potom už za dne ukazovalo tažení napadené lodi naklánějící se silně na levý bok jiným plavidlem zpět do přístavu.
Ačkoliv se Ukrajina ke svým útokům na ruské území obvykle nevyjadřuje, v tomto případě reagovala rozvědka SBU na oznámení ruského ministerstva obrany o zneškodnění dronů prohlášením, že jde o falešnou zprávu a že byl její útok naopak úspěšný a loď byla zasažena. Na základě výbuchu podle vyjádření rozvědky vznikla na lodi trhlina.
| „                        | „V důsledku útoku má loď Oleněgorskij Gorňak závažně narušený trup a v současné době nemůže provádět své bojové mise.“ | “ |
| — vyjádření rozvědky SBU | |   |

Později agentuře Reuters potvrdil místní zdroj obeznámený s provozem v přístavu, že plavidlo skutečně muselo být v důsledku poškození odtaženo k břehu, protože nebylo schopno pohybu vlastními silami.
V důsledku útoku byl následující den na několik hodin přerušen veškerý lodní provoz. Speciální akce se odehrála krátce po útoku Ruska na obilné sklady v přístavním městě Izmajil na Dunaji v Oděské oblasti.